# 福斯蒂诺·雷耶斯
福斯蒂诺·雷耶斯·洛佩斯（西班牙語：Faustino Reyes López，1975年4月4日—），西班牙男子拳击运动员。他曾代表西班牙参加1992年夏季奥林匹克运动会拳击比赛，获得男子57公斤级银牌。